# Iowa County (Wisconsin)
Das Iowa County ist ein County im US-amerikanischen Bundesstaat Wisconsin. Im Jahr 2020 hatte das County 23.709 Einwohner und eine Bevölkerungsdichte von 12 Einwohnern pro Quadratkilometer. Der Verwaltungssitz (County Seat) ist Dodgeville, das nach Henry Dodge, einem General und frühen Gouverneur des Wisconsin-Territoriums benannt wurde.
Das Iowa County ist Bestandteil der Metropolregion Madison.

## Geografie
Das County liegt im Südwesten von Wisconsin, am südlichen Ufer des Wisconsin River, einem linken Nebenfluss des Mississippi. Es ist im Süden etwa 50 km von Illinois, im Westen etwa 70 km von Iowa entfernt und hat eine Fläche von 1989 Quadratkilometern, wovon 14 Quadratkilometer Wasserfläche sind. An das Iowa County grenzen folgende Nachbarcountys:
| Richland County |                                             | Sauk County  |
| Grant County    | Kompassrose, die auf Nachbargemeinden zeigt | Dane County  |
|                 | Lafayette County                            | Green County |

## Geschichte
Das Iowa County wurde am 9. Oktober 1829 aus Teilen des Crawford County gebildet. Benannt wurde es nach dem indigenen Volk der Iowa.

## Bevölkerung
Nach der Volkszählung im Jahr 2010 lebten im Iowa County 23.687 Menschen in 9695 Haushalten. Die Bevölkerungsdichte betrug 12 Einwohner pro Quadratkilometer. In den 9695 Haushalten lebten statistisch je 2,41 Personen.
Ethnisch betrachtet setzte sich die Bevölkerung zusammen aus 97,9 Prozent Weißen, 0,5 Prozent Afroamerikanern, 0,2 Prozent amerikanischen Ureinwohnern, 0,6 Prozent Asiaten sowie aus anderen ethnischen Gruppen; 0,9 Prozent stammten von zwei oder mehr Ethnien ab. Unabhängig von der ethnischen Zugehörigkeit waren 1,6 Prozent der Bevölkerung spanischer oder lateinamerikanischer Abstammung.
23,7 Prozent der Bevölkerung waren unter 18 Jahre alt, 60,7 Prozent waren zwischen 18 und 64 und 15,6 Prozent waren 65 Jahre oder älter. 49,9 Prozent der Bevölkerung war weiblich.
Das jährliche Durchschnittseinkommen eines Haushalts lag bei 55.625 USD. Das Pro-Kopf-Einkommen betrug 26.025 USD. 8,1 Prozent der Einwohner lebten unterhalb der Armutsgrenze.

## Ortschaften im Iowa County
Citys
- Dodgeville
- Mineral Point

Villages
| - Arena - Avoca - Barneveld - Blanchardville1 - Cobb | - Highland - Hollandale - Linden - Livingston2 - Montfort2 | - Muscoda2 - Rewey - Ridgeway |

Census-designated place (CDP)
- Edmund

Andere Unincorporated Communities
| - Clyde - Coon Rock - Helena - Hyde | - Jonesdale - Mifflin - Moscow - Pleasant Ridge | - Waldwick - Wyoming |

1 – teilweise im Lafayette County

2 – teilweise im Grant County

## Gliederung
Das Iowa County ist in neben den zwei Citys und 13 Villages in 14 Towns eingeteilt:
| Town               | Einwohner (2010) | FIPS     |
| ------------------ | ---------------- | -------- |
| Town of Arena      | 1456             | 55-02575 |
| Town of Brigham    | 1034             | 55-09600 |
| Town of Clyde      | 306              | 55-15875 |
| Town of Dodgeville | 1708             | 55-20375 |
| Town of Eden       | 355              | 55-22525 |
| Town of Highland   | 750              | 55-34475 |
| Town of Linden     | 847              | 55-44650 |

| Town                  | Einwohner (2010) | FIPS     |
| --------------------- | ---------------- | -------- |
| Town of Mifflin       | 585              | 55-51725 |
| Town of Mineral Point | 1033             | 55-53125 |
| Town of Moscow        | 576              | 55-54425 |
| Town of Pulaski       | 400              | 55-65700 |
| Town of Ridgeway      | 568              | 55-67900 |
| Town of Waldwick      | 473              | 55-83150 |
| Town of Wyoming       | 302              | 55-89350 |

| 1 2 Pulaski Clyde Wyoming Arena 3 Highland 4 Dodgeville 5 Ridge- way 6 7 Brigham Eden 8 9 10 Mifflin 11 Linden 12 Mineral Point 13 Waldwick Moscow 14 15 1 – Muscoda 2 – Avoca 3 – Arena 4 – Highland 5 – Dodgeville 6 – Ridgeway 7 – Barneveld 8 – Montfort 9 – Cobb 10 – Livingston 11 – Rewey 12 – Linden 13 – Mineral Point 14 – Hollandale 15 – Blanchardville |